# Kayne Vincent
Kayne Vincent, född 29 oktober 1988 i Auckland, är en nyzeeländsk fotbollsspelare som spelar för Air Force Central FC.
Kayne Vincent spelade 1 landskamp för det nyzeeländska landslaget.